# Karlheinz Förster
Karlheinz Helmut Förster (ur. 25 lipca 1958 w Mosbach) – niemiecki piłkarz, występował na pozycji obrońcy. Brat Bernda Förstera.

## Kariera klubowa
Förster jako junior grał w klubach Badenia Unterschwarzach, Waldhof Mannheim oraz VfB Stuttgart. W 1977 roku został włączony do pierwszej drużyny VfB Stuttgart, grającej w 2. Bundeslidze Süd. W 1977 roku awansował z zespołem do Bundesligi. W tych rozgrywkach zadebiutował 6 sierpnia 1977 roku w zremisowanym 3:3 meczu z Bayernem Monachium. 7 stycznia 1978 roku w zremisowanym 1:1 pojedynku z 1. FC Saarbrücken strzelił pierwszego gola w Bundeslidze. W 1979 roku Förster wywalczył z klubem wicemistrzostwo RFN. W 1982 roku został wybrany Niemieckim Piłkarzem Roku. W 1984 roku zdobył z zespołem mistrzostwo RFN. W 1986 roku dotarł z nim do finału Pucharu RFN, jednak Stuttgart przegrał tam z Bayernem Monachium.
W 1986 roku Förster odszedł do francuskiego Olympique Marsylia. W 1989 roku zdobył z nim mistrzostwo Francji oraz Puchar Francji. W 1990 roku ponownie zdobył z zespołem mistrzostwo Francji. W tym samym roku zakończył karierę.

## Kariera reprezentacyjna
W reprezentacji RFN Förster zadebiutował 5 kwietnia 1978 roku w przegranym 0:1 towarzyskim meczu z Brazylią. 17 października 1979 roku w wygranym 5:1 meczu eliminacji Mistrzostw Europy 1980 z Walią.
W 1980 roku znalazł się w kadrze na Mistrzostwa Europy. Zagrał na nich w meczach z Czechosłowacją (1:0), Holandią (3:2), Grecją (3:2) i Belgią (2:1). Reprezentacja RFN została natomiast triumfatorem tamtego turnieju.
W 1982 roku Förster został powołany do kadry na Mistrzostwa Świata. Wystąpił na nich w spotkaniach z Algierią (1:2), Chile (4:1), Austrią (1:0), Anglią (0:0), Hiszpanią (2:1), Francją (3:3, 5:4 w rzutach karnych) i w finale z Włochami (1:3). Tamten mundial RFN zakończył na 2. miejscu.
W 1984 roku ponownie wziął udział w Mistrzostwach Europy. Zaliczył tam pojedynki z Portugalią (0:0), Rumunią (2:1) i Hiszpanią (0:1). Kadra RFN odpadła z tamtego turnieju po fazie grupowej.
W 1986 roku Förster po raz drugi był uczestnikiem Mistrzostw Świata. Zagrał tam w spotkaniach z Urugwajem (1:1), Szkocją (2:1), Danią (0:2), Marokiem (1:0), Meksykiem (0:0, 4:1 w rzutach karnych), Francją (2:0) oraz w finale z Argentyną (2:3). Reprezentacja RFN zakończyła tamten mundial na 2. miejscu.
W latach 1978–1986 w drużynie narodowej Förster rozegrał w sumie 81 spotkań i zdobył 2 bramki.